# Silverpelare
Silverpelare (Cleistocactus straussii) är en suckulent växt inom släktet rörkaktusar och familjen kaktusväxter. Arten beskrevs först av Heese, och fick sitt nu gällande namn av Curt Backeberg. Inga underarter finns listade i Catalogue of Life. Enligt en annan källa var Lem., 1861 artens auktor.

## Beskrivning
Silverpelare har snövita borst i areolerna som sitter tätt på de cirka 15 till 20 längsgående åsarna. Antalet radiära taggar kan variera från 8 till 30, är mycket fina, nästan hårlika. De centrala taggarna kan variera från en till fyra stycken och har samma färg som radiärerna. 
Blommorna står ut som fingrar och kan komma över hela växten. Blommar från senvåren och långt in på sommaren. Blommorna är rörformade, 2,5 till 9 centimeter långa, zygomorfa och är från orange till röda. Blommorna öppnar sig bara så mycket att ståndarna skjuter ut något. Utsidan på rören hos dessa blommor kan vara fjälliga med borstliknande taggar eller bara hårig. Blommar först när pelaren blir meterhög. Fruktten är klotformad, upptill 1,3 centimeter i diameter och har en yta som påminner om den röformade blomman.
Släktet Cleistocactus först av Lemaire 1861 för arter som tidigare har kalssifierats som Cereus. Namnet Straussii kommer från H C Strauss 1850-1922, som var trädgårdsmästare i Botaniska trädgården i Berlin.

## Förekomst
Cleistocactus hör hemma i klippiga och bergiga områden, från ganska låga höjder upp till 2300 meter över havet i centrala Bolivia, Peru, Uruguay, Paraguay, västra Argentina samt vid foten av Anderna. Störst bestånd av silverpelare återfinns i Bolivia.

## Odling
Silverpelare är lätta att odla från frö eller sticklingar, men bara några arter inom detta släkte kan förväntas inom fem år. De bör placeras så ljust som möjligt, men unga plantor måste skyddas från den heta sommarsolen. Äldre plantor klarar full sol året runt. Från vår till höst behövs rejäla genomvattningar med upptorkning av jorden emellan. Silverpelaren tycker om hög luftfuktighet och gillar att få en dusch från sprayflaskan emellanåt under sommaren. Vintertid mer sparsamt med vatten, men låt aldrig jorden torka ut helt. Kaktusnäring varannan vecka under sommaren, annars ingen näring alls. Temperaturen aldrig under 5°C under vintervilan. Plantera om när vårvärmen kommer tillbaka, men bara om krukan blivit full med rötter.

## Synonymer
Borzicactus strausii (Heese) A.Berger
Cephalocereus strausii (Heese) Houghton
Cereus strausii (Heese) Vaupel
Cleistocactus strausii (Heese) Backeb.
Cleistocactus strausii var. fricii (Dörfl.) Backeb.
Denmoza strausii (Heese) Frič
Denmoza strausii var. luteispina Frič
Pilocereus strausii . Heese
Pilocereus strausii f. cristatus Dörfl.
Pilocereus strausii var. fricii Dörfl.
Cleistocactus strausii var. jujuyensis Backeb. är en synonym till Cleistocactus hyalacanthus